# 戸田運送船
戸田運送船株式会社（へだうんそうせん）は、静岡県沼津市戸田に本社を置く企業。海運業を営み、かつては西伊豆で旅客運送を行っていたが、2014年に廃止された。
系列会社として以下の2社があり同族経営である。本社所在地はいずれも沼津市戸田で、戸田港に面している。
- 戸田交通株式会社（へだこうつう）- タクシー会社。本社所在地は沼津市戸田321番地の18（法人番号：9080101002061）。
  - 戸田運送船の旅客定期航路廃止後は、沼津市から運航を受託してデマンド式乗合タクシー「ふじみgo!」（ふじみごう）を運行している。詳細は#戸田交通を参照。
- 山崎商事株式会社（やまざきしょうじ）- 乗船場・事務所を兼ねたコンビニエンスストア「ヤマザキYショップ」、船舶給油施設を兼ねたガソリンスタンド「ENEOS戸田給油所」を運営する。本社所在地は沼津市戸田321番地の18（法人番号：1080101002060）。

## 戸田運送船

### 定期航路
かつては旅客運送を行っており、西伊豆沿岸の沼津港（沼津市）から、戸田港、土肥港（伊豆市）間で定期航路を運行していた。この航路は大正時代から沼津 - 戸田間を渡船で運航していたのが原型であり、戦後は10ノットの在来船「のとろ」「第一ふじ」「第二ふじ（元・伊豆箱根鉄道、第二十七龍宮丸）」「第八ふじ」で運航していた。
1954年からは伊豆箱根鉄道も西伊豆航路（沼津 - 大瀬 - 戸田 - 土肥 - 松崎）を運航し、1974年からは高速船化した。
戸田運送船は1988年7月28日から軽合金製の大型高速旅客船「ホワイトマリン」を就航させたことで、伊豆箱根鉄道とは競合関係にあったが、1998年に両社は沼津 - 戸田間を共同運航化した。
伊豆箱根鉄道と競合する戸田運送船は事業撤退を検討していたが、2003年に伊豆箱根鉄道が先に撤退したため事業継続となり、戸田村（現：沼津市）から年間1,500万円の補助金を受けて運行を継続していた。
また、戸田運送船は伊豆箱根鉄道の撤退間際に、土肥町（現：伊豆市）などの要請から戸田 - 土肥間を延伸していた。海水浴などの夏期観光シーズン以外は、地元住民の沼津市市街地への移動手段（主に医療機関への通院など）として使われていた。

#### 定期航路の廃止
2004年にホワイトマリンの利用者減少と燃料費高騰、山崎商事のスーパーマーケット事業の採算悪化により、実質的な債務超過状態が判明したことから、ホワイトマリンの運航継続が懸念される事態となった。これは道路整備により沼津市や伊豆の国市方面の自動車での往来が容易になったこと、戸田の観光資源が夏期の海水浴やダイビング・釣りなどに偏りがちであり、失われた10年により企業の保養所閉鎖などで観光客が減少したことが影響している。
そこで静岡銀行のベンチャーキャピタル会社である静銀キャピタルが、中小企業基盤整備機構と静岡県内の金融機関出資により構成される中小企業再生ファンド「パートナー」の支援で、静岡銀行の貸付債権の買い取り、取引金融機関の金利や債務の減免要請や不採算事業の撤退と資産売却、国民生活金融公庫による新規融資実行といった再生計画を行い、一度は経営危機を脱することに成功した。
そして2005年頃より乗客が少ないと見込まれる場合は休航させ、系列会社である戸田交通のタクシーで土肥・戸田市街地から沼津港と沼津駅まで代行輸送（航路運賃で利用可）を行うようになった。また船舶検査による休航時も代行輸送の扱いをしていた。ホワイトマリンの代行輸送にはジャンボタクシー車両または中型セダンタクシーを使用していた。
2011年11月16日、東日本大震災の影響により利用客の大半を占める観光客が激減したことから、翌2012年3月31日付で定期航路を廃止することを発表したが、このときは廃止が撤回され、閑散期は一日2往復に減便し、補助金を含めても賄えない赤字は自助努力で補填しながら運航継続していた。
2014年6月3日には沼津市に対し、補助金増額がなければ同年8月末日をもって定期航路を廃止する旨を通告。沼津市側は乗客減少が続いていることを理由に補助金増額を却下し、同年8月11日の沼津市議会総務経済委員会でその旨を公表した。これにより定期航路は廃止された。
定期航路廃止後は、団体客のチャーター船としての運航や、戸田港でのクルージングのみ継続する予定としていた。

### 所有船舶

#### ホワイトマリンII
ホワイトマリンの後継として導入した新造船。燃費向上と船舶検査コスト低減のため、FRP製の小型船舶へと大幅にダウンサイジングしたが航行性能は同等である。納涼船のような宴会にも使用できる座席配置にも対応し、またバリアフリーに配慮して車椅子設置スペースや多機能トイレを設置している。
2015年頃に売船された。その後は長崎県で軍艦島ツアー船「さるくII号」として就航した。
- 総トン数: 19
- 旅客定員: 150人
- 最大出力:
- 航海速力: 22.0ノット
- 最大速力: 32.0ノット
- 建造: 鈴木造船所（西尾市）

#### ホワイトマリン
2008年頃に売船された。その後は、タイ・サムイ島「シートランディスカバリー4」として就航した。
- 総トン数: 109
- 旅客定員: 250人
- 最大出力: 1000PS×2
- 航海速力: 22.0ノット
- 最大速力: 29.0ノット
- 建造: 飯作造船所（西伊豆町）

## 戸田交通
戸田交通株式会社（へだこうつう）は、沼津市戸田に本社を置くタクシー事業者。戸田運送船の系列会社である。

### デマンドタクシー「ふじみgo!」
2013年4月から、沼津市が戸田交通に運行委託して、デマンド式乗合タクシー戸田・江梨線「ふじみgo!」の運行を開始し、2022年現在も運航を継続している。「ホワイトマリン」の定期航路廃止に先駆けて運航廃止した、船舶の廃止代替交通である。
「ふじみgo!」は、沼津駅からの路線バス（沼津登山東海バス→東海バス）の終点である「江梨」停留所（西浦江梨）から、戸田・井田地区を結んでいる。江梨発着の路線バスと接続したダイヤが設定され、東海バスの路線バスに乗り継ぐことができる。他にも東海バスとの共通停留所がある。
愛称「ふじみgo!」は「駿河湾越しの美しい富士山を見に来てほしい」との願いを込めて命名された。

#### 運行内容
2022年（令和4年）4月1日からの運行内容は以下のとおり。
- 運行は路線不定期運行（デマンド方式）で、予約があったダイヤ・区間のみ運行する[5][6]。
- 乗車には事前予約が必要で、第1便・2便は前日17時まで、第3便以降の便は乗車2時間前までに戸田交通へ電話して予約する[5][6]。なお配車の都合上、第3便以降もできるだけ前日までの予約が望ましいとされている[6]。
- 市民限定・事前登録型ではないため、観光客や帰省客の利用も可能である[5][6]。
- 年中無休で毎日運行し、一日最大7往復を運行する[5][6]。第2便のみ系統2、第1便と第3 - 7便は系統1として運行[5][6]。
- 所要時間は、系統1のくるら戸田 - 江梨間は28分、系統2の戸田 - 木負農協間は39分[5]。
- 車両は、戸田交通の車両ジャンボタクシー車両（定員8人）を使用する[5][6]。中型セダンタクシー（定員4人）を使用する場合もある[5][7]。ジャンボタクシー車両は戸田交通の銀色のワンボックスカーで、車体に「ふじみgo!」のステッカーを貼って運行する[7]

#### 運賃・乗車券類
- 運賃は対キロ制で、初乗り運賃は100円[7]。系統1のくるら戸田 - 江梨間は390円、系統2の戸田 - 木負農協間は700円（大人1人あたり運賃）[5][6][7]。
- 小人（小学生以下）は運賃半額、未就学児は運賃無料[6]。
- 障害者割引があり、各種障害者手帳の提示により運賃半額となる[6][7]。
- 運賃半額の場合の10円未満の端数は切り上げて計算する[7]。
- 沿線の児童生徒の通学の便を図るため、沼津市立戸田小学校、沼津市立戸田中学校の生徒を対象とした通学定期券「ウィークデー通学定期」を発売している[7]。同校生徒以外は購入できない[7]。乗車可能区間はくるら戸田 - 井田間で、土休日には全線100円で乗車できる[7]。
  - 戸田小学校ウィークデー通学定期：64,000 円（年間）[7]
  - 戸田中学校ウィークデー通学定期：128,000円（年間）[7]

#### 路線
2022年（令和4年）4月1日現在の路線は以下のとおり。全区間でフリー乗降制を採用する。
系統1
- くるら戸田 - 戸田学校前 - 戸田 - 歯科医院前 - 出逢い岬 - 煌めきの丘 - 井田 - 富士見台 - 大瀬岬 - 来見 - 江梨
  - 西浦江梨から、静岡県道17号沼津土肥線を海岸沿いに走行し、富士見台（大瀬崎入口）と、当時は公共交通機関が通っていなかった沼津市井田を経由し、戸田市街地を結ぶ[6][7]。
  - 第1便は、くるら戸田 - 井田間の区間便として運行[5][6]。

系統2
- 戸田 - 戸田学校前 - くるら戸田 - 戸田新田 - 遊法苑 - 立保農協 - 平沢 - 久連 - 木負農協
  - 系統2は第2便のみ運行[5][6]。2022年4月1日から経路と行先が変更された[6]。
  - 戸田から内陸部の戸田新田、遊法苑を経由し、立保農協からは海岸線沿いに走行し、内浦湾沿いの木負農協へ至る[6][7]。

### デマンド型乗合タクシー戸田・土肥線
土肥・戸田線の廃止代替路線。2019年4月1日より、沼津市デマンド型乗合タクシー路線に切り替わった。車両がバス車両からジャンボタクシー車両に変更された。また、2022年4月1日より事前予約制の運行となっている。
沿革
- 1999年3月31日 - 東海自動車の路線バスとしてはこの日をもって運行終了。
- 1999年4月1日 - 沼津市自主運行バスの路線に移行。新東海バスに運行委託。
- 2019年4月1日 - 運行委託先を東海バスから戸田交通に変更。デマンド型乗合タクシーでの運行となる。車両をバス車両からジャンボタクシー車両に変更。くるら戸田停留所新設。
- 2022年4月1日 - 事前予約制に変更。戸田新田停留所を廃止し、大上集会所停留所新設。運行区間を大上集会所 - 土肥温泉に変更。

運行内容
2022年（令和4年）4月1日からの運行内容は以下のとおり。
- 運行は路線不定期運行（デマンド方式）で、予約があったダイヤ・区間のみ運行する。
- 乗車には事前予約が必要で、第1便は前日17時まで、第2・3便は乗車2時間前までに戸田交通へ電話して予約する。なお配車の都合上、第3便以降もできるだけ前日までの予約が望ましいとされている。
- 市民限定・事前登録型ではないため、観光客や帰省客の利用も可能である。
- 年中無休で毎日運行し、一日最大3往復を運行する。
- 所要時間は、大上集会所 - 土肥温泉で28分。
- 車両は、戸田交通の車両ジャンボタクシー車両（定員8人）を使用する。中型セダンタクシー（定員4人）を使用する場合もある。

路線
- 大上集会所 - くるら戸田 - 戸田 - 見晴 - 舟山口 - 八幡神社 - 小土肥浜 - 土肥漁協 - 土肥温泉
  - 往路の第1便はくるら戸田発、復路の第1・2便はくるら戸田止まりとなる[9]。
  - 大上集会所 - 舟山口間はフリー降車区間[9]。

運賃
- 運賃は対キロ制で、初乗り運賃は200円[10]。上限は1000円[10]。
- 小人（小学生）は運賃半額、未就学児は運賃無料[10]。
- 障害者割引があり、各種障害者手帳の提示により運賃半額となる[10]。
- 通勤定期・通学定期・ウィークリー通学定期の3種類の定期券を発売している。ウィークリー通学定期は月～金で土休日には全線100円で乗車できる[10]。